# Ali Abu Eshrein
Ali Abdallah Abu-Eshrein, noto semplicemente come Ali Abu Eshrein (6 dicembre 1989), è un calciatore sudanese, portiere dell'Al-Hilal Omdurman e della nazionale sudanese.

## Carriera

### Club
Ha giocato nella prima divisione sudanese.

### Nazionale
Debutta con la nazionale sudanese il 5 settembre 2019 in occasione del match valido per le qualificazioni al Campionato mondiale di calcio 2022 vinto 3-1 contro il Ciad.
Nel gennaio 2022 viene incluso nella lista finale dei convocati della Coppa delle nazioni africane 2021.

## Statistiche
Statistiche aggiornate al 4 gennaio 2022.

### Cronologia presenze e reti in nazionale
| Cronologia completa delle presenze e delle reti in nazionale ― Sudan | Cronologia completa delle presenze e delle reti in nazionale ― Sudan | Cronologia completa delle presenze e delle reti in nazionale ― Sudan | Cronologia completa delle presenze e delle reti in nazionale ― Sudan | Cronologia completa delle presenze e delle reti in nazionale ― Sudan | Cronologia completa delle presenze e delle reti in nazionale ― Sudan | Cronologia completa delle presenze e delle reti in nazionale ― Sudan | Cronologia completa delle presenze e delle reti in nazionale ― Sudan |
| Data                                                                 | Città                                                                | In casa                                                              | Risultato                                                            | Ospiti                                                               | Competizione                                                         | Reti                                                                 | Note                                                                 |
| -------------------------------------------------------------------- | -------------------------------------------------------------------- | -------------------------------------------------------------------- | -------------------------------------------------------------------- | -------------------------------------------------------------------- | -------------------------------------------------------------------- | -------------------------------------------------------------------- | -------------------------------------------------------------------- |
| 5-9-2019                                                             | N'Djamena                                                            | Ciad                                                                 | 1 – 3                                                                | Sudan                                                                | Qual. Mondiali 2022                                                  | -                                                                    |                                                                      |
| 10-9-2019                                                            | Omdurman                                                             | Sudan                                                                | 0 – 0                                                                | Ciad                                                                 | Qual. Mondiali 2022                                                  | -                                                                    | 45’                                                                  |
| 22-9-2019                                                            | Dar es Salaam                                                        | Tanzania                                                             | 0 – 1                                                                | Sudan                                                                | Qual. CHAN 2020                                                      | -                                                                    |                                                                      |
| 18-10-2019                                                           | Omdurman                                                             | Sudan                                                                | 1 – 2                                                                | Tanzania                                                             | Qual. CHAN 2020                                                      | -                                                                    |                                                                      |
| 13-11-2019                                                           | Omdurman                                                             | Sudan                                                                | 4 – 0                                                                | São Tomé e Príncipe                                                  | Qual. Coppa d'Africa 2021                                            | -                                                                    |                                                                      |
| 17-11-2019                                                           | Soweto                                                               | Sudafrica                                                            | 1 – 0                                                                | Sudan                                                                | Qual. Coppa d'Africa 2021                                            | -                                                                    |                                                                      |
| 25-1-2020                                                            | Asmara                                                               | Eritrea                                                              | 0 – 1                                                                | Sudan                                                                | Amichevole                                                           | -                                                                    |                                                                      |
| 23-9-2020                                                            | N'Djamena                                                            | Ciad                                                                 | 2 – 3                                                                | Sudan                                                                | Amichevole                                                           | -                                                                    |                                                                      |
| 12-10-2020                                                           | Tunisi                                                               | Togo                                                                 | 1 – 1                                                                | Sudan                                                                | Amichevole                                                           | -                                                                    |                                                                      |
| 6-11-2020                                                            | Addis Abeba                                                          | Etiopia                                                              | 2 – 2                                                                | Sudan                                                                | Amichevole                                                           | -                                                                    | 46’                                                                  |
| 12-11-2020                                                           | Cape Coast                                                           | Ghana                                                                | 2 – 0                                                                | Sudan                                                                | Qual. Coppa d'Africa 2021                                            | -                                                                    |                                                                      |
| 17-11-2020                                                           | Omdurman                                                             | Sudan                                                                | 1 – 0                                                                | Ghana                                                                | Qual. Coppa d'Africa 2021                                            | -                                                                    |                                                                      |
| 24-3-2021                                                            | São Tomé                                                             | São Tomé e Príncipe                                                  | 0 – 2                                                                | Sudan                                                                | Qual. Coppa d'Africa 2021                                            | -                                                                    |                                                                      |
| 28-3-2021                                                            | Omdurman                                                             | Sudan                                                                | 2 – 0                                                                | Sudafrica                                                            | Qual. Coppa d'Africa 2021                                            | -                                                                    |                                                                      |
| 11-6-2021                                                            | Omdurman                                                             | Sudan                                                                | 3 – 2                                                                | Zambia                                                               | Amichevole                                                           | -                                                                    |                                                                      |
| 19-6-2021                                                            | Doha                                                                 | Libia                                                                | 0 – 1                                                                | Sudan                                                                | Qual. Coppa araba FIFA 2021                                          | -                                                                    |                                                                      |
| 26-8-2021                                                            | Dubai                                                                | Niger                                                                | 0 – 3                                                                | Sudan                                                                | Amichevole                                                           | -                                                                    |                                                                      |
| 2-9-2021                                                             | Rabat                                                                | Marocco                                                              | 2 – 0                                                                | Sudan                                                                | Qual. Mondiali 2022                                                  | -                                                                    |                                                                      |
| 7-9-2021                                                             | Omdurman                                                             | Sudan                                                                | 2 – 4                                                                | Guinea-Bissau                                                        | Qual. Mondiali 2022                                                  | -                                                                    |                                                                      |
| 6-10-2021                                                            | Marrakech                                                            | Sudan                                                                | 1 – 1                                                                | Guinea                                                               | Qual. Mondiali 2022                                                  | -                                                                    | 60’                                                                  |
| 9-10-2021                                                            | Agadir                                                               | Guinea                                                               | 2 – 2                                                                | Sudan                                                                | Qual. Mondiali 2022                                                  | -                                                                    |                                                                      |
| 15-11-2021                                                           | Marrakech                                                            | Guinea-Bissau                                                        | 0 – 0                                                                | Sudan                                                                | Qual. Mondiali 2022                                                  | -                                                                    |                                                                      |
| 1-12-2021                                                            | Ar Rayyan                                                            | Algeria                                                              | 4 – 0                                                                | Sudan                                                                | Coppa araba FIFA 2021 - 1º turno                                     | -                                                                    |                                                                      |
| 4-12-2021                                                            | Ras Abu Aboud                                                        | Sudan                                                                | 0 – 5                                                                | Egitto                                                               | Coppa araba FIFA 2021 - 1º turno                                     | -                                                                    |                                                                      |
| 7-12-2021                                                            | Ar Rayyan                                                            | Libano                                                               | 1 – 0                                                                | Sudan                                                                | Coppa araba FIFA 2021 - 1º turno                                     | -                                                                    |                                                                      |
| 30-12-2021                                                           | Limbé                                                                | Etiopia                                                              | 3 – 2                                                                | Sudan                                                                | Amichevole                                                           | -                                                                    |                                                                      |
| 11-1-2022                                                            | Garoua                                                               | Sudan                                                                | 0 – 0                                                                | Guinea-Bissau                                                        | Coppa d'Africa 2021 - 1º turno                                       | -                                                                    |                                                                      |
| Totale                                                               |                                                                      | Presenze                                                             | 27                                                                   |                                                                      | Reti                                                                 | -34                                                                  |                                                                      |

## Palmarès

### Club

#### Competizioni nazionali
- Campionato sudanese: 1

Al-Merrikh: 2019